# Johann Andreas Kraut
Johann Andreas Kraut (* 11. Juli 1661 in Giebichenstein bei Halle (Saale); † 24. Juni 1723 in Berlin; auch Krautt, ab 1703 von Kraut) war ein Unternehmer in Brandenburg-Preußen. Zudem war er Bankier, Geheimer Kriegsrat und Minister in Preußen.

## Leben

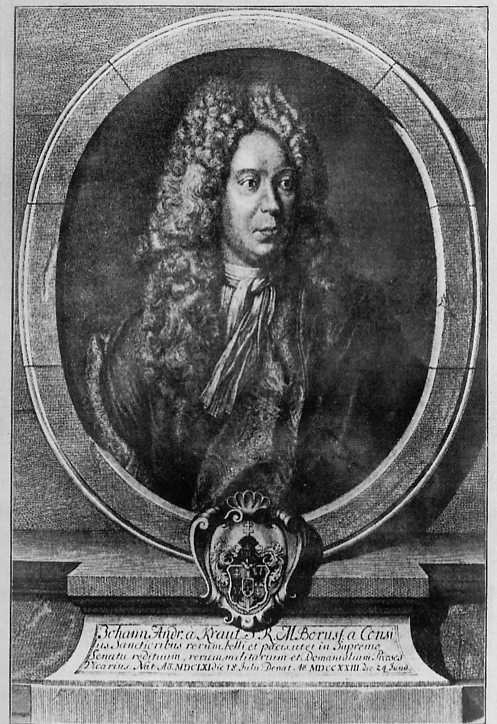
Johann Andreas Kraut

Seine Eltern waren Andreas Kraut (1615–1661) und dessen Ehefrau Anna Maria Bünger (1622–73). Sein Vater war Pfänner. Aus seinem Geburtsort Giebichenstein bei Halle kam er um 1680 nach Berlin.
Erstes Kapital erwarb Kraut im Berliner Handelshaus Westorf & Schilling, welches den Berliner Hof belieferte. Dort lernte er vieles für seine weitere Tätigkeit. 1686 wurde Kraut in diese Firma als dritter Teilhaber aufgenommen.
Er gründete 1686 die Gold- und Silbermanufaktur zu Berlin, das erste bedeutende und dauerhafte Berliner Manufakturunternehmen.
Ab 1686 wurde er mit der Kassenführung der gesamten Heeresverwaltung vertraut.
Bankier und Beamter in einem, verschaffte er dem Staat in Amsterdam, London, Venedig, Genua und Wien Kredite, für die er sich vom Staat mit Subsidienzahlungen entschädigen ließ. Bei diesen Geschäften verdiente er ein Vermögen. Nebenbei wurde der Staat zu seinem Schuldner. Dies erreichte er nicht durch Unterschlagungen, sondern auf legalem Wege, in Form von Zinsen und Agio. Somit war er einer der ersten Kriegsgewinnler Brandenburg-Preußens.
Es folgten viele andere einflussreiche staatliche Posten. So wurde er 1689 Kriegskommissar. Der Erfolg Krauts lässt sich unter anderem darauf zurückführen, dass er sein Vermögen in seinen Unternehmungen anlegte und es nicht für seinen privaten Konsum verbrauchte.
1691 verkaufte er seine Gold- und Silbermanufaktur an die Gebrüder Caspar und Georg Bose in Leipzig, die dort eine ähnliche Manufaktur besaßen, beließ aber beträchtliches Kapital in der Firma.
Er erwarb 1695 von den Erben des Staatsministers Franz von Meinders ein Haus in der Straße An der langen Brücke im Heiligen Geist-Viertel (später Königstraße 60, Palais Grumbkow, dann Hofpostamt, 1960 abgerissen, heute ist dort das Marx-Engels-Forum an der Rathausstraße gegenüber dem Nikolaiviertel), das er bis zu seinem Tod bewohnte.
1703 wurde er in den Adelsstand erhoben und erhielt den Namenszusatz „von“ verliehen.
Kraut wurde 1713 Mitglied der General-Invalidenkasse und des General-Finanzdirektoriums.

Das von Kraut gegründete „Waaren-Lager-Haus“ in Berlin, um 1750

Im selben Jahr beteiligte er sich mit Kapital und Sachkenntnis an dem 1713 gegründeten Königlichen Lagerhaus zu Berlin. Kraut brachte ein Grundkapital von 100.000 Reichstalern mit ein. Die Betriebsleitung des Warenlagerhauses überließ er dann seinem Schwager Severin Schindler.
Bald nach der Gründung des Unternehmens brach Streit zwischen Kraut und König Friedrich Wilhelm I. aus. Es ging dabei um die vom König erlassene Verordnung, dass das Lagerhaus sämtliche kurbrandenburgische Wolle aufzukaufen hatte und im Unternehmen selbst verarbeiten zu lassen. Kraut selbst scheute diese zusätzliche Belastung, da er befürchtete, dass er die vermehrte Produktion nicht mehr absetzen konnte.
In der damaligen Stralauer Vorstadt (heute Berlin-Friedrichshain) legte er seine Sommerresidenz und die Krauts-Gasse an, die heute nach ihm benannte Krautstraße.
1718 war er Präsident der obersten Domänen-Verwaltungsbehörde.
1723 starb Kraut als reicher Mann. Unmittelbar nach seinem Tod beschlagnahmte Friedrich Wilhelm I. sein Barvermögen. Der verdiente Mann wurde im Nachhinein wie ein Verbrecher behandelt. Die verängstigten Erben, die um die Familienehre zitterten, waren rasch bereit, Krauts Anteile am Unternehmen und noch 40.000 Taler zusätzlich an das Große Militärwaisenhaus in Potsdam abzutreten, als der König drohte, den Leichnam wegen angeblicher heimlicher Wollausfuhr symbolisch zu hängen – auf Wollausfuhr aus Preußen stand die Todesstrafe.

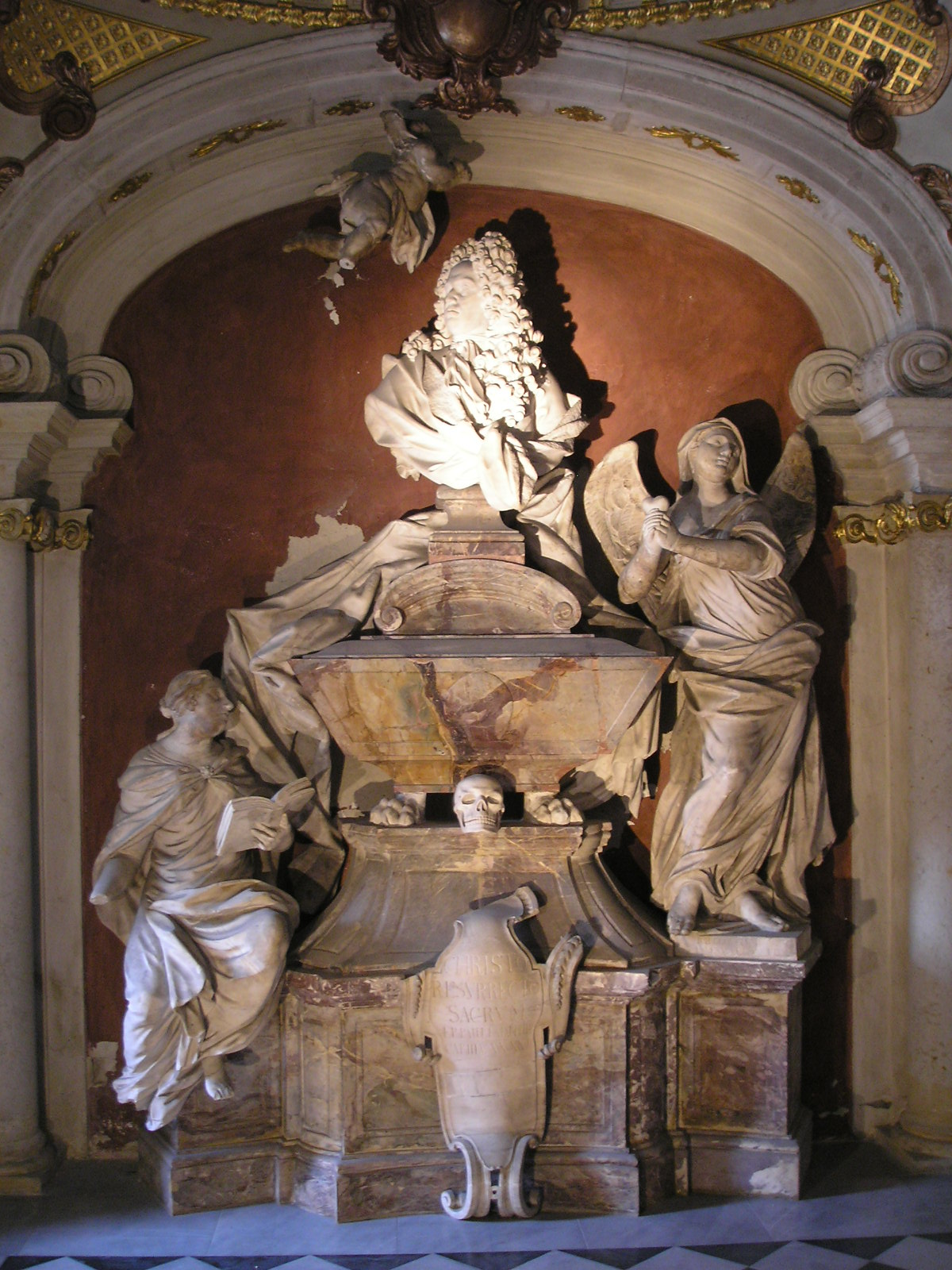
Gruft- bzw. Grabkapelle in der Nikolaikirche

Er ist in der Gruftkapelle unter dem nördlichen Turm der Nikolaikirche in Berlin beigesetzt. Sein Grabdenkmal wurde von Johann Georg Glume 1725 errichtet; die Familienkapelle ist erhalten geblieben.

## Familie
Er heiratete 1685 in Berlin die Kaufmannstochter Anna Ursula Schindler. Das Paar hatte nur einen Sohn, den königlich preußischen Major Friedrich Andreas von Kraut (1696–1716). Daher erbten die Nachfahren seines Bruders.
Seine Nachfahrin Luise Charlotte Henriette von Kraut (1762–1819) erwarb von seinem verbliebenen „Krautenerbe“ das Schloss Hoppenrade; Theodor Fontane beschrieb dies ausführlich.